# Polymixis apora
Polymixis apora är en fjärilsart som beskrevs av Otto Staudinger 1897. Polymixis apora ingår i släktet Polymixis och familjen nattflyn. Inga underarter finns listade i Catalogue of Life.